# Alaksandr Abramowicz
Alaksandr Michajławicz Abramowicz (biał. Аляксандр Міхайлавіч Абрамовіч, ros. Александр Михайлович Абрамович, Aleksandr Michajłowicz Abramowicz; ur. 10 kwietnia 1944 w Zabłociu k. Nieświeża, zm. 1 grudnia 2018) – białoruski prawnik i polityk, w latach 1992–1996 przewodniczący Centralnej Komisji Wyborczej Białorusi, w latach 1996–2004 zastępca szefa Administracji Prezydenta Republiki Białorusi ds. Prawnych, w latach 2004–2008 zastępca przewodniczącego Rady Republiki Zgromadzenia Narodowego Republiki Białorusi III kadencji; doktor nauk prawnych (odpowiednik polskiego stopnia doktora habilitowanego), profesor; jeden z inicjatorów referendum na Białorusi w 1996 roku i autorów projektu konstytucji z tego samego roku, wzmacniającej władzę prezydenta Alaksandra Łukaszenki.

## Życiorys
Urodził się 10 kwietnia 1944 roku we wsi Zabłocie, na terytorium okupowanym przez III Rzeszę, w ówczesnym dystrykcie Baranowicze, w Komisariacie Generalnym Białoruś, w Komisariacie Rzeszy Wschód. W 1964 roku ukończył Nowogródzkie Technikum Gospodarstwa Wiejskiego. W tym samym roku rozpoczął pracę. Był agronomem kołchozów „Władza Sowietów” i „Iskra” w rejonie lidzkim, instruktorem Lidzkiego Rejonowego Komitetu Wykonawczego. W 1973 roku ukończył Białoruski Uniwersytet Państwowy im. Lenina (BUP), uzyskując wykształcenie prawnicze. W latach 1973–1988 pracował jako aspirant, pracownik naukowy, pełniący obowiązki kierownika działu w Instytucie Filozofii i Prawa Akademii Nauk Białoruskiej SRR. Uzyskał stopień kandydata nauk (odpowiednik polskiego stopnia doktora), a następnie w 1986 roku – stopień doktora nauk prawnych (odpowiednik polskiego stopnia doktora habilitowanego). Temat jego dysertacji habilitacyjnej brzmiał: Problemy organizacyjno-prawne państwowego zarządzania budownictwem w ZSRR. Od 1988 roku do co najmniej 2004 roku był kierownikiem Katedry Teorii i Historii Państwa i Prawa Wydziału Prawa BUP. W 1990 roku uzyskał tytuł profesora.
Przygotowywał „Prawo o językach BSRR” przyjęte 26 stycznia 1990 roku na 14. sesji Rady Najwyższej Białoruskiej SRR XI kadencji, które ustanawiało język białoruski jedynym językiem państwowym Białoruskiej SRR. W latach 1990–1991 (według innych źródeł – w latach 1991–1992) wchodził w skład Komitetu Nadzoru Konstytucyjnego ZSRR. W latach 1992–1996 pełnił funkcję przewodniczącego Centralnej Komisji ds. Wyborów Deputowanych Ludowych Republiki Białorusi (w 1994 roku przekształconej w Centralną Komisję ds. Wyborów i Prowadzenia Republikańskich Referendów Republiki Białorusi; według innego źródła w latach 1992–1994 był członkiem, a w latach 1994–1996 – przewodniczącym tej instytucji). Od stycznia 1996 do listopada 2004 roku był zastępcą szefa Administracji Prezydenta Republiki Białorusi ds. Prawnych. 14 kwietnia 1996 roku został mianowany szefem Prawnej Rady Konsultacyjnej – organu władzy wykonawczej składającego się z 19 prawników, który miał za zadanie przygotować zmiany w konstytucji, dostosowujące ją do wyników referendum z 1995 roku. W 1996 roku był jednym z autorów projektu nowej konstytucji, która przewidywała m.in. wzmocnienie władzy prezydenta, likwidację Rady Najwyższej i zastąpienie jej Zgromadzeniem Narodowym. Projekt ten popierany był przez prezydenta Alaksandra Łukaszenkę. Alaksandr Abramowicz był także jednym z inicjatorów referendum w tej sprawie.
15 listopada 2004 roku został członkiem Rady Republiki Zgromadzenia Narodowego Republiki Białorusi III kadencji z obwodu grodzieńskiego. Tego samego dnia objął stanowisko zastępcy przewodniczącego tej instytucji. Jego kadencja w Radzie Republiki zakończyła się 31 października 2008 roku.

## Oceny
Zdaniem autorów książki „Kto jest kim w Białorusi”, Alaksandr Abramowicz zasiadając na stanowisku przewodniczącego Centralnej Komisji Wyborczej starał się publicznie demonstrować poglądy liberalne. Jednak według Zianona Pazniaka Abramowicz uczestniczył w ukrywaniu fałszerstw w wyborach parlamentarnych w 1995 roku. Po okazaniu mu przez Pazniaka dowodów falsyfikacji, miał on odmówić zgłoszenia sprawy do prokuratury, nie udzielając wyjaśnień.

## Prace
Alaksandr Abramowicz jest autorem prac na temat budownictwa państwowego i prawodawstwa, stosunków wzajemnych między centralnymi i miejscowymi organami władzy, m.in.:
- Ispołkomy obłastnych Sowietow: płanirowanije i zastrojka nasielennych miest. Mińsk: 1979. (ros.). Brak numerów stron w książce
- Gosudarstwiennoje uprawlenije stroitielstwom w SSSR. Mińsk: 1982. (ros.). Brak numerów stron w książce
- Prawowoj status sowietskogo grażdanina. Mińsk: 1986. (ros.). Brak numerów stron w książce
- Konstitucyja SSSR – wopłoszczenije leninskoj nacyonalnoj politiki. Mińsk: 1986. (ros.). Brak numerów stron w książce
- (razem z Leanidem Kozikiem, Michaiłem Miasnikowiczem i in.): Biełaruś i Rossija: organizacyonno-prawowyje osnowy intiegracyi (1996–2001). Mińsk: 2001. (ros.). Brak numerów stron w książce

## Odznaczenia
- Honorowy Tytuł „Zasłużony Prawnik Republiki Białorusi” (1999)[6].

## Życie prywatne
Alaksandr Abramowicz jest żonaty, ma dwoje dzieci.